# Pseudomelatoma penicillata
Pseudomelatoma penicillata är en snäckart som först beskrevs av Carpenter 1865.  Pseudomelatoma penicillata ingår i släktet Pseudomelatoma och familjen Pseudomelatomidae. Inga underarter finns listade i Catalogue of Life.